# سریناگر
سریناگر (به لاتین: Sreenagar) یک منطقهٔ مسکونی در بنگلادش است که در ناحیه منشی‌گنج واقع شده‌است. سریناگر ۲۰۲٫۹۸ کیلومتر مربع مساحت و ۲۰۵٬۷۹۷ نفر جمعیت دارد.